# Tattoo (filme)
Tattoo é um filme de drama policial produzido na Alemanha, dirigido por Robert Schwentke e lançado em 2002.